# Courier Motors Company
Die Courier Motors Company war ein kurzlebiger US-amerikanischer Automobilhersteller in den frühen 1920er Jahren. Der Markenname lautete Courier. Das Fahrzeug war die Nachfolgerin  der Maibohm Motors Company (1916–1922).

## Vorgeschichte

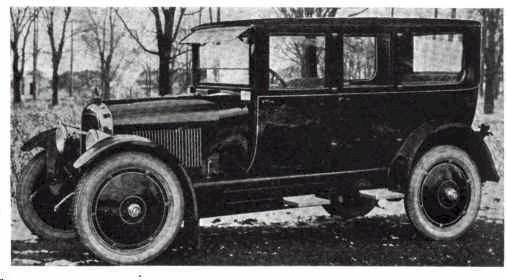
Der letzte Maibohm Model B-6 Sedan sah dem entsprechenden Courier Model D sehr ähnlich (1922).

Der Schmied und Wagenbauer Peter C. Maibohm aus Racine (Wisconsin) gründete 1886 den Kutschenbaubetrieb Maibohm Wagon Works, den sein Sohn Harry C. Maibohm Anfang 1916 als Maibohm Motors Company reorganisierte. Es entstanden konventionelle, solide und eher sportliche Mittelklassefahrzeuge, zunächst mit einem hauseigenen leichten und sportlichen Vierzylinder-PKW, der 1918 von einem größeren Modell mit zugekauftem Sechszylindermotor abgelöst wurde. Das Unternehmen produzierte nach einem Brandfall ab Frühjahr 1919 in Sandusky (Ohio).

## Unternehmensgeschichte

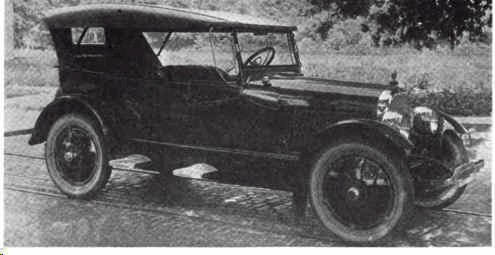
Courier Model D 5-Passenger Phaeton (1922).

Anfang 1922 geriet Maibohm Motors in so massive Schwierigkeiten, dass die Gläubiger den Betrieb bereits im Mai für US$ 110.000.- übernahmen und offenbar bis Juli weiterführten Nach der Insolvenz von Maibohm Motors wurden deren Anlagen auf die dazu gegründete Arrow Corporation übertragen. Bereits im August 1922 entstand daraus die Courier Motors Company. Die Leitung übernahm Albert C. Burch, der zuvor bei den Nutzfahrzeugherstellern Signal Motor Truck Company in Detroit (Michigan) und Clydesdale Motor Truck Company in Clyde (Ohio) Erfahrungen gesammelt hatte. Das Unternehmen produzierte das letzte Maibohm-Modell B-6 in leicht verbesserter Form als Courier Model D. Man glaubte, mit der Fokussierung auf eine perfektionierte Schmierung des Fahrzeugs seine Marktchancen verbessern zu können und baute eine Trockensumpfschmierung für den Motor und eine Zentralchassisschmierung für das Fahrgestell in das sonst fast unveränderte Fahrzeug ein. Offenbar wurde ein deutlicher Ausbau des Unternehmens angestrebt, denn es erschienen Verkaufsanzeigen in den ganzen USA, die das "am vollständigsten und bequemsten geschmierte Auto in Amerika" anpriesen. Auch ein Export wurde ins Auge gefasst; zumindest ist ein als Neuwagen nach Australien ausgelieferter Courier bekannt. In der regionalen Werbung wurde an den Lokalpatriotismus appelliert: "Wenn Sie einen Courier kaufen, dann helfen Sie Sandusky. Männer, Geld und Material aus Sandusky bauen dieses Auto".
Alle diese Bemühungen erwiesen sich als wirkungslos. Die Produktion des Courier Model D blieb mit 373 Einheiten im Modelljahr 1923 deutlich unter den 623 hergestellten Exemplaren des Maibohm Model B-6 in dessen letztem vollständigen Modelljahr (1921). Bis Juli 1922 kamen weitere 217 dazu, während die allfällig danach angelaufene Produktion des Courier Model D in den genannten 373 Fahrzeugen inbegriffen ist. Angaben zum Produktionszeitraum des Courier Model D fehlen, doch dürfte er von Ende 1922 bis Ende 1923 gedauert haben. Ebenso ist kein genaues Datum der Auflösung der Courier Motors Company bekannt. Es scheint aber eine Schließung ohne Insolvenzverfahren gegeben zu haben. Über dieses Ende berichtete nicht einmal mehr die Fachpresse.

### Technik

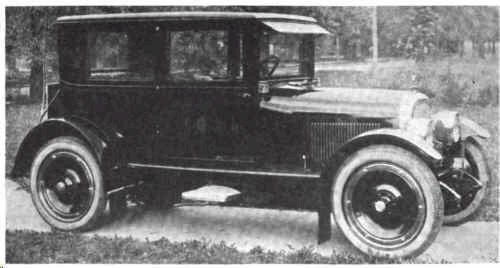
Courier Model D 5-Passenger Brougham (1922).

Die technischen Daten des Courier Model D sind also weitgehend identisch mit jenen des Maibohm Model B / B-6. Abweichungen konnten nachgewiesen werden für die Motor- und Zentralchassischmierung, die in dieser Klasse durchaus als Alleinstellungsmerkmale gewertet werden dürfen, den Vergaser, die Lenkung und einige Karosserievarianten. Davon gab es insgesamt neun (teilweise nur mit unterschiedlicher Ausstattung) und der Kunde konnte aus fünf Farbtönen wählen. Der obengesteuerte Sechszylinder hatte einen Hubraum von 3,2 Liter; die Leistung wird abweichend mit 45 bhp (33,6 kW) oder 46 bhp (34,3 kW) benannt und das auf die Motorbohrung abgestellte N.A.C.C.-Rating ergibt einen Wert von 23,4 PS, was in Großbritannien auch den anzuwendenden Steuer-PS (R.A.C.-Rating) entspricht. Über die tatsächliche Motorenleistung sagt dieser Wert allerdings wenig aus. Als Phaeton wog der Courier Model D 1275 kg.